# 辛皇后
辛皇后（?—761年），唐朝安史之乱中的大燕皇帝史思明的皇后。

## 生平
辛氏生年没有记载。她作为一个富人家的女儿，在史思明年轻贫贱时，就嫁给了他。辛氏生有一子史朝清，但是史思明的长子史朝义不是她亲生。史思明在759年，杀死了安庆绪，自称大燕皇帝，立辛氏为皇后。
史思明喜欢辛皇后和史朝清，想以史朝清作继承人。史思明和史朝义率军进攻唐朝东都洛阳，将辛皇后和史朝清留在范陽，761年，史朝义杀死了史思明，又秘密派人到范阳，敕散骑常侍张通儒等杀史朝清和辛皇后，同时秘密派向贡、阿史那玉杀史朝清。张通儒还没到，向贡、阿史那玉已经俘虏史朝清，将史朝清和辛皇后都杀死。